# In Your Wildest Dreams
«In Your Wildest Dreams» (с англ. — «В твоих самых безумных мечтах») — песня, записанная американской певицей Тиной Тёрнер для её девятого студийного альбома Wildest Dreams.

## Написание и релиз
Авторами песни стали Майк Чепмен и Холли Найт, спродюсировал её Тревор Хорн. Оригинальная версия песни была исполнена Тёрнер сольно, также в неё присутствовал речитатив испанского актёра Антонио Бандераса. В октябре 1996 года песня была выпущена как седьмой и последний сингл с альбома. Вместо оригинальной версии, был выпущен ремикс песни, записанный при участии Барри Уайта (данная версия также вошла в американский релиз альбома).

## Музыкальное видео
Музыкальное видео для песни было выполнено в анимированном варианте, точнее пластилиновом, поскольку режиссёром стал оскароносный аниматор Ник Парк (создатель Уоллеса и Громита, которые также появились в клипе). Самой Тёрнер клип очень понравился, однако Уайту он показался издевательским, сначала он просил его отцензурить, а потом и вовсе изъять.

## Версии и ремиксы
Версии с Антонио Бандерасом
- European album version – 5:34
- Banderas Slow Mix – 3:51
- Banderas Latin Mix – 3:59
- Crossover Mix – 3:50

Версии с Барри Уайтом
- U.S. album version – 5:29
- Single edit – 3:59
- Alternate single edit – 3:47
- Joe Urban Remix a.k.a. Joe Extended Remix – 5:25
- Joe Remix Edit – 3:49
- Crossover Mix – 3:50
- Pink Noise Club Mix – 5:30
- Pleasant Instrumental – 5:23
- Deep Dish Paradise Mix Edit – 4:56
- Deep Dish Paradise Mix – 9:51
- Deep Dish Stripped Bare Mix – 9:45
- Deep Dish Assassin Mix – 9:21

## Чарты
| Чарт (1996–97)                         | Пиковая позиция |
| -------------------------------------- | --------------- |
| Австрия (Ö3 Austria Top 40)            | 2               |
| Бельгия/Фландрия (Ultratop 50)         | 18              |
| Канада (RPM Adult Contemporary)        | 48              |
| Европа (European Hot 100 Singles)      | 24              |
| Германия (Official German Charts)      | 32              |
| Нидерланды (Single Top 100)            | 77              |
| Новая Зеландия (Recorded Music NZ)     | 22              |
| Норвегия (VG-lista)                    | 15              |
| Шотландия (OCC Scotland)               | 27              |
| Великобритания (OCC UK Singles)        | 32              |
| США (Billboard Bubbling Under Hot 100) | 1               |
| США (Billboard Hot R&B/Hip-Hop Songs)  | 34              |

| Чарт (1997)                 | Позиция |
| --------------------------- | ------- |
| Австрия (Ö3 Austria Top 40) | 36      |